# کرنیت
کرنیت  (به انگلیسی: Kernite) با فرمول شیمیایی Na2[B4O6(OH)2].3H2O از مجموعه کانی هاست و قابل انعطاف و قابل ارتجاع - کمی درآب محلول است- ازکانیهای مشابه آن براکس است. از نام محل اکتشاف آن Kern County در کالیفرنیا گرفته شده‌است. محلول در اسیدها و کمی درآب Na2O:۲۲٫۶۸٪ B2O۵:۵۰٫۹۵٪ H2O:۲۶٫۳۷٪ برای اولین بار در کالیفرنیا کشف شد و از نظر شکل بلور: ماکل‌های ایزومتریک، رنگ: بیرنگ-سفید، شفافیت: شفاف، جلا: شیشه‌ای - صدفی، رخ: کامل- مطابق با سطح، سیستم تبلور: مونوکلینیک و در رده‌بندی بورات است و منشأ تشکیل آن دریاچه‌های برات دار است.
همایند کانی‌شناسی (پارانژ) آن براکس- یولکسیت- براکس است
کاربرد آن: در صنایع شیمیائی، از نظر ژیزمان بلوری - آگرگاتهای توده‌ای رشته‌ای تقریباً کمیاب است و بیشتر در آمریکا (کالیفرنیا) در KernCo بلورهای آن به ۲۵×۱ متر می‌رسد یافت می‌شود.